# 미친거 아니야
"미친거 아니야"는 2007년에 개봉한 대한민국의 영화이다.

## 캐스팅
- 정웅인 : 나대범 역
- 장성원 : 최 비서 역
- 독고준 : 김 기사 역
- 송지향 : 배진숙 역
- 임주은 : 이지혜 역
- 김홍택
- 표철환
- 김예지
- 최은경
- 김효신
- 최송희
- 류병선
- 안소영 : 대범 엄마 역 (특별출연)